# Эй Джей Эпплгейт
Эй Джей Э́пплгейт (англ. A.J. Applegate, настоящее имя Даниэ́лль Ко́рин (англ. Danielle Corin); род. 23 сентября 1989 года) — американская порноактриса.

## Биография
Эпплгейт родилась в Массапекуа (штат Нью-Йорк, США), а детство провела в Коннектикуте. До прихода в порноиндустрию работала танцовщицей и чирлидершей.
В возрасте 19 лет Эпплгейт стала работать стриптизёршей в клубе Gold Club (Хартфорд, Коннектикут). Позже она работала фетиш-моделью, учительницей танцев и снималась обнажённой.
В 2012 году она пришла в порноиндустрию и стала выступать под сценическим псевдонимом Кэйли Эванс. Однако позже она решила сменить имя, так как заметила, что оба слова — Кэйли и Эванс часто используются в именах порноактрис и её сложно будет отличить от других. Фамилию Эпплгейт она взяла так как ей часто говорили, что она похожа на актрису Кристину Эпплгейт.
В 2013 году в фильме Let’s Try Anal студии Mofos она впервые снялась в сцене анального секса.
Сама актриса планирует оставаться в порноиндустрии так долго, как только сможет, и в конце получить «статус MILF». Она также надеется, что когда-нибудь сможет стать режиссёром и основать собственную студию. На 2021 год снялась в 767 порнофильмах.

## Личная жизнь
В 2013 году Эпплгейт посещала занятия, чтобы получить сертификат персонального тренера. В 2014 году она получила сертификат по Зумбе. Имеет татуировку на правом бедре, с надписью, «Ballo D’Amore», что означает «Любовь к танцу» на итальянском языке, а также три пирсинга на каждом ухе и пирсинг пупка.
Себя актриса идентифицирует как бисексуалка.
Встречалась с порноактёром Биллом Бэйли. 4 марта 2019 года Бэйли погиб, выпав из окна четвёртого этажа гостиницы в Мехико.
8 декабря 2019 года родила сына.

## Награды и номинации

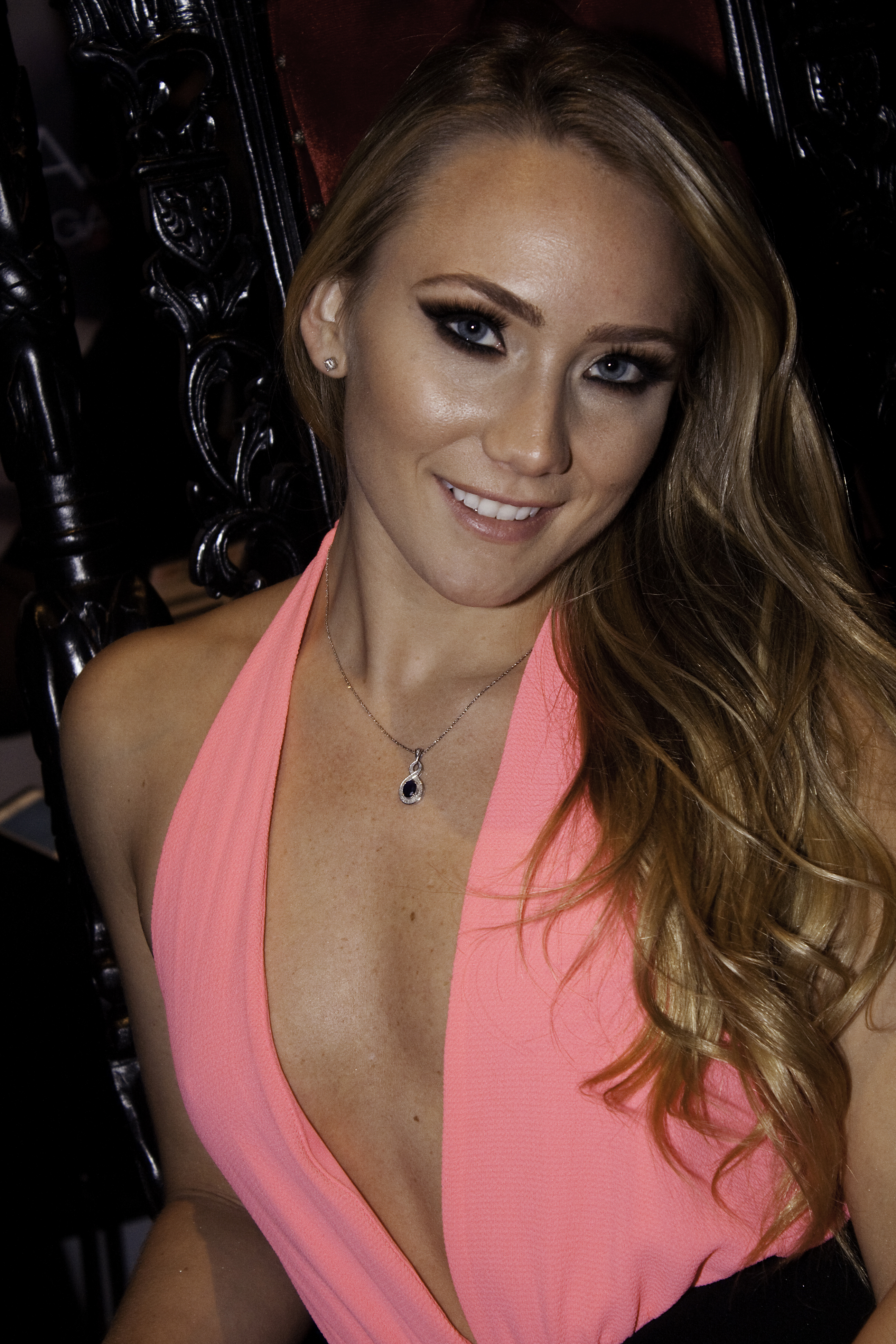
Эй Джей Эпплгейт на AVN Expo, 2016 год

| Год  | Премия         | Результат | Категория | Фильм                            |
| ---- | -------------- | --------- | --- | -------------------------------- |
| 2014 | XCritic Awards | Победа    | Лучшая новая старлетка |                                  |
| 2014 | AVN Award      | Номинация | Лучшая новая старлетка | н/д                              |
| 2014 | AVN Award      | Номинация | Лучшая сцена, снятая от первого лица (с Тимом Вон Свайном)                                                                                       | Elastic Assholes 11              |
| 2014 | XBIZ Awards    | Номинация | Лучшая новая старлетка | н/д                              |
| 2014 | XRCO Awards    | Победа    | Новая старлетка |                                  |
| 2015 | AVN Award      | Номинация | Лучшая сцена парень/девушка (с Брюсом Вентурой)                                                                                                  | Silhouette                       |
| 2015 | AVN Award      | Номинация | Лучшая сцена двойного проникновения (с Тони Рибасом и Рамоном Номаром)                                                                           | Internal Damnation 7             |
| 2015 | AVN Award      | Победа    | Лучшая сцена группового секса (с Джоном Стронгом, Эриком Эверхардом, Мистером Питом, Миком Блу, Рамоном Номаром, Джеймсом Дином и Джоном Джоном) | Gangbang Me                      |
| 2015 | AVN Award      | Номинация | Лучшая сцена мастурбации/стриптиза | Gangbang Me                      |
| 2015 | AVN Award      | Номинация | Исполнительница года | н/д                              |
| 2015 | XBIZ Awards    | Победа    | Лучшая сцена — Художественный фильм (с Мистером Питом)                                                                                           | Shades of Scarlet                |
| 2015 | XBIZ Awards    | Номинация | Лучшая сцена — только девушки (с Картер Круз) | Fucking Girls 8                  |
| 2015 | XRCO Awards    | Номинация | Исполнительница года |                                  |
| 2015 | XRCO Awards    | Номинация | Оргазмическая аналистка |                                  |
| 2016 | AVN Awards     | Номинация | Лучшая сцена группового лесбийского секса (с Аидрой Фокс и Кенной Джеймс)                                                                        | Girls Kissing Girls 17           |
| 2016 | AVN Awards     | Номинация | Лучшая сцена триолизма — М/М/Ж (с Мистером Питом и Алексой Джонс)                                                                                | Sexaholics                       |
| 2016 | AVN Awards     | Номинация | Исполнительница года | н/д                              |
| 2016 | XRCO Awards    | Победа    | Оргазмическая аналистка |                                  |
| 2018 | AVN Award      | Номинация | Лучшая актриса второго плана | Adventures with the Baumgartners |